# Le Rescapé
Pour plus de détails, voir Fiche technique et Distribution.
Le Rescapé (Ni liv) est un film norvégien d'Arne Skouen réalisé en 1957.

## Synopsis
Le film dépeint une histoire vraie, durant la Seconde Guerre mondiale en Norvège. Seul rescapé d'un affrontement entre son navire et celui de militaires allemands sur les côtes norvégiennes, Jan Baalsruds tente de rejoindre la frontière de la Suède, pays neutre du conflit, alors qu'il est recherché par l'armée allemande en poste en Norvège. Les locaux l'aideront pendant son périple.

## Fiche technique
- Titre : Le Rescapé
- Titre original : Ni liv
- Réalisation : Arne Skouen
- Scénario : Arne Skouen d'après le livre We Die Alone: A WWII Epic of Escape and Endurance (1955) de David Armine Howarth
- Producteur : Arne Skouen
- Musique : Gunnar Sønstevold
- Photo : Ragnar Sørensen
- Noir et blanc, son mono
- Pays : Norvège
- Durée : 96 minutes

## Distribution
- Jack Fjeldstad : Jan Baalsrud
- Henny Moan : Agnes
- Alf Malland : Martin
- Joachim Holst-Jensen : Bestefar
- Lydia Opøien : Jordmoren
- Edvard Drabløs : Skolelæreren
- Sverre Hansen : Skomakeren

## Distinctions
Le film a été présenté en sélection officielle en compétition au Festival de Cannes 1958.